# Municipio de Asientos
El Municipio de Asientos es uno de los 11 municipios en que se encuentra dividido para su régimen interior el Estado mexicano de Aguascalientes, su cabecera es el pueblo de Real de Asientos.

## Geografía
El municipio de Asientos se encuentra localizado en el noreste del estado y tiene una extensión territorial de 547.74 kilómetros cuadrados que son equivalentes al 9.84 % de la extensión total del estado, siendo sus coordenadas extremas 21° 58' - 22° 19' de latitud norte y 101° 51' - 102° 14' de longitud oeste y su altitud va de los 1800 a los 2700 metros sobre el nivel del mar.
Limita al noroeste con el municipio de Tepezalá, al oeste con el municipio de Pabellón de Arteaga, al suroeste y sur con el municipio de San Francisco de los Romo y con el municipio de Aguascalientes y al sur con el municipio de El Llano; al norte y al este limita con el estado de Zacatecas, en particular con el municipio de Loreto y con el municipio de Villa García; y al sureste con el estado de Jalisco, correspondiendo dicho límite al municipio de Ojuelos de Jalisco.

### Orografía e hidrografía
El municipio de Asientos es mayoritariamente plano, formado por valles que, sin embargo, en su parte noroeste tiene una serie de elevaciones importantes que constituyen la Sierra de Asientos, donde se encuentra el Cerro de Altamira y el Cerro San Juan, máximas elevaciones de su territorio, el resto como se menciona con anterioridad, está formado por amplias planicies que caracterizan el oriente del territorio del estado; fisiográficamente la totalidad del territorio municipio integra la Provincia fisiográfica IX Mesa del Centro y la Subprovincia fisiográfica 43 Llanuras de Ojuelos-Aguascalientes.
La principal corriente fluvial del municipio es el río Chicalote, que lo recorre por el centro del valle en sentido norte-sur y es afluente del río Grande de Aguascalientes, existen además otras varias corrientes menores afluentes del río Chicalote y que desciendes de las elevaciones de la serranía del noreste, estas son estacionales y fluctúan su cauda de acuerdo al nivel de precipitaciones; hidrológicamente el municipio pertenece a dos diferentes regiones hidrológicas, su extremo norte integra la Región hidrológica El Salado y la Cuenca San Pablo y otras, único sector del estado de Aguascalientes en formar parte de ella, y el resto forma parte de la Región hidrológica Lerma-Santiago y de la Cuenca del río Verde-Grande.

### Clima y ecosistemas
En el municipio de Asientos se registran dos tipos de clima, en un sector de la zona centro-sur, limítrofe con los municipios de El Llano y Aguascalientes, el clima semiseco semicálido, mientras que en todo el resto del territorio el clima se encuentra clasificado como semiseco templado; la temperatura media anual sigue el mismo patrón que los climas, siendo en el sector del centro-sur del municipio de 18 a 20 °C y en el resto del territorio de 16 a 18 °C; la precipitación promedio anual de todo el municipio es de 400 a 500 mm con la excepción del sector noroeste donde se eleva la Sierra de Asientos, en que el promedio de precipitación anual fluctúa entre los 501 y 600 mm.
La vegetación nativa del municipio está representada por el pastizal y la nopalera, sin embargo, gran parte de la superficie se dedica en la actualidad a la agricultura, de riego en las riberas del río Chicalote y en sector del norte y el este del municipio y de temporal en las restantes zonas dedicadas a ello.

## Demografía
La población del municipio de Asientos, para el 2011. cierra con una población de 46 492 habitantes.

### Localidades
El municipio tiene un total de 54 localidades. Las principales localidades y su población son las siguientes:
| Código INEGI      | Localidad                      | Población (2020) |
| ----------------- | ------------------------------ | ---------------- |
| 010020059         | Villa Juárez                   | 5 976            |
| 010020001         | Real de Asientos               | 5 248            |
| 010020011         | Ciénega Grande                 | 3 883            |
| 010020025         | Guadalupe de Atlas             | 2 653            |
| 010020030         | Lázaro Cárdenas                | 1 816            |
| 010020035         | Noria del Borrego              | 1 555            |
| 010020039         | Pilotos                        | 1 495            |
| 010020007         | Bimbaletes Aguascalientes      | 1 399            |
| 010020033         | Molinos                        | 1 327            |
| 010020027         | Jarillas                       | 1 178            |
| 010020058         | El Tule                        | 1 169            |
| 010020003         | Licenciado Adolfo López Mateos | 1 112            |
| 010020004         | Plutarco Elías Calles          | 1 094            |
| 010020017         | La Dichosa                     | 1 052            |
| 010020048         | San José del Río               | 1 041            |
| 010020010         | Caldera                        | 1 026            |
| 010020051         | San Rafael de Ocampo           | 1 002            |
| Otras localidades | Otras localidades              | 17 511           |
| Total municipal   | Total municipal                | 51 536           |

## Política
El gobierno del municipio le corresponde al Ayuntamiento, el cual está conformado por el presidente municipal, el síndico y un cabildo integrado por nueve regidores, cinco electos por mayoría relativa y cuatro por el principio de representación proporcional; el ayuntamiento es electo mediante voto universal, directo y secreto en elecciones celebradas el primer domingo de julio del año correspondiente para un periodo de tres años no renovables para el inmediato pero si de forma no continua y entran a ejerce su cargo el día 1 de enero del año siguiente a su elección.

### Representación legislativa
Para la elección de diputados federales y locales, el municipio se encuentra inscrito en los siguientes distritos:
Local:
- II Distrito Electoral Local de Aguascalientes con cabecera en Cosío.
- III Distrito Electoral Local de Aguascalientes con cabecera en Pabellón de Arteaga.

Federal:
- I Distrito Electoral Federal de Aguascalientes con cabecera en Jesús María.[13]

### Ayuntamiento

#### Presidentes municipales
| Presidente municipal | Presidente municipal           | Periodo     | Partido | Elección |
| -------------------- | ------------------------------ | ----------- | ------- | -------- |
|                      | Simón Durón                    | 1939 – 1940 | —       | 1938     |
|                      | Juan Sánchez                   | 1941 – 1942 | —       | 1940     |
|                      | Rodolfo Romo                   | 1943 – 1944 |         | 1942     |
|                      | Juan Gómez Sierra              | 1945 – 1947 |         | 1944     |
|                      | Rafael Reyes Rangel            | 1948 – 1950 |         | 1947     |
|                      | Heladio Barranco               | 1951 – 1953 |         | 1950     |
|                      | Salvador Cruz Dávila           | 1954 – 1956 |         | 1953     |
|                      | Manuel Dueñas Hernández        | 1957 – 1959 |         | 1956     |
|                      | Gonzalo de la Torre Delgadillo | 1960 – 1962 |         | 1959     |
|                      | Anastasio Posada Velázquez     | 1963 – 1965 |         | 1962     |
|                      | J. Jesús Ruiz Esparza Macías   | 1966 – 1968 |         | 1965     |
|                      | Antonio Posada Herrada         | 1969 – 1971 |         | 1968     |
|                      | Javier Rangel Hernández        | 1972 – 1974 |         | 1971     |
|                      | Antonio Méndez Macías          | 1975 – 1977 |         | 1974     |
|                      | Gilberto Vicario Guerrero      | 1978 – 1980 |         | 1977     |
|                      | Miguel Macías Torres           | 1981 – 1983 |         | 1980     |
|                      | Antonio García Velázquez       | 1984 – 1986 |         | 1983     |
|                      | Jesús María Villalobos Lechuga | 1987 – 1989 |         | 1986     |
|                      | Alfonso Macías Rangel          | 1990 – 1992 |         | 1989     |
|                      | Reyes Carlin Rangel            | 1993 – 1995 |         | 1992     |
|                      | Jesús María Villalobos Lechuga | 1996 – 1998 |         | 1995     |
|                      | Daniel Briano Hernández        | 1999 – 2001 |         | 1998     |
|                      | Raúl Reyes Macías              | 2002 – 2004 |         | 2001     |
|                      | Salvador Dávila Montoya        | 2005 – 2007 |         | 2004     |
|                      | José Luis Reyes Medina         | 2008 – 2010 |         | 2007     |
|                      | Baudelio Esparza Reyes         | 2011 – 2013 |         | 2010     |
|                      | José Manuel González Mota      | 2014 – 2016 |         | 2013     |
|                      | Lorenzo Martin Carrillo Lara   | 2017 – 2019 |         | 2016     |
|                      | Juan Luis Jasso Hernández      | 2019 – 2021 |         | 2019     |
|                      | José Manuel González Mota      | 2021 – 2024 |         | 2021     |